# Épine de l'os sphénoïde
L'épine de l'os sphénoïde est une saillie osseuse située à l'arrière et en bas du bord squameux de la grande aile de l'os sphénoïde.
C'est le point d'insertion du ligament sphéno-mandibulaire, du ligament ptérygo-épineux et du muscle du marteau.

## Galerie

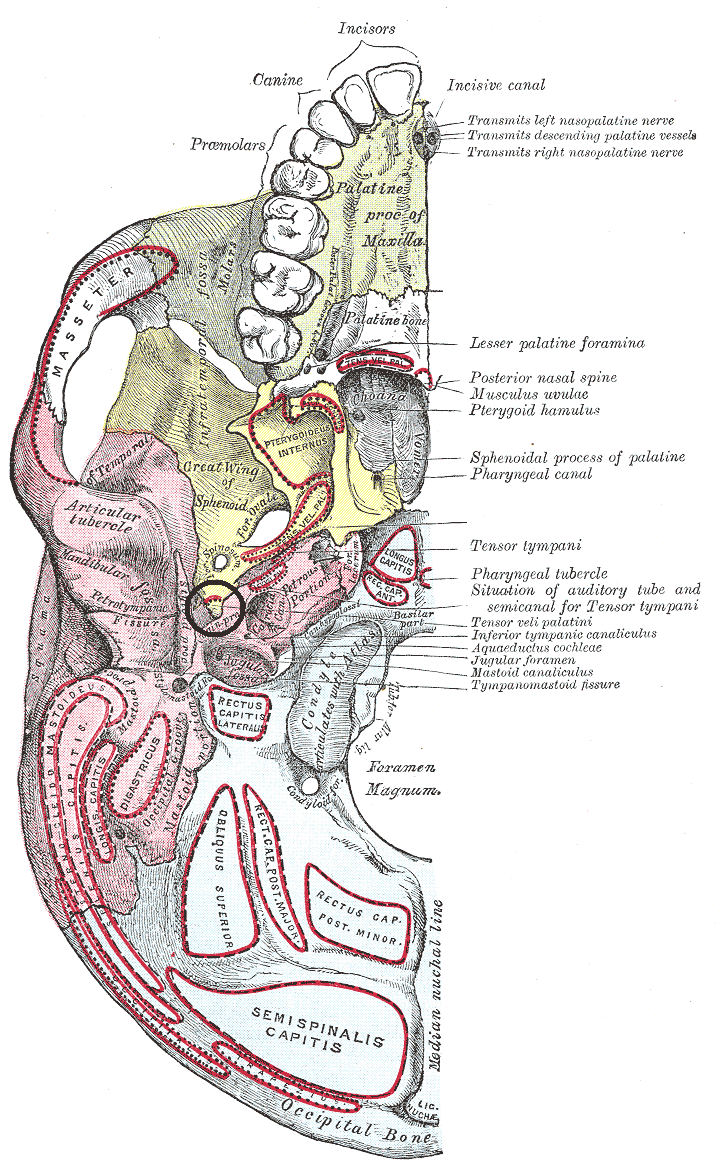
Surface inférieure de la base du crâne. L'épine de l'os sphénoïde est marquée d'un cercle noir.